# Ананасовый мучнистый червец
Ананасовый мучнистый червец (лат. Dysmicoccus brevipes) — вид насекомых-кокцид рода Dysmicoccus из семейства мучнистые червецы (Pseudococcidae). Основной вредитель ананасов.

## Распространение
Тропический вид, развезённый по многим странам. Родиной считается Неотропика. Отмечен почти на всех материках: Австралия, Азия, Африка, Северная и Южная Америка. Для Европы указан из Сицилии (Италия), Мадейры, Азорских и Канарских островов. Для России известно единичное обнаружение из оранжерей Адлера Краснодарского края (Борхсениус, 1949).

## Описание
Мелкого размера мучнистые червецы (длина тела 2-3 мм) розового или оранжево-розового цвета (сверху покрыто беловатым мучнистым или восковым налётом), ноги желтовато-коричневые. Усики 8-члениковые (реже из 7 сегментов). Тело овальной формы, ноги развиты. Спинная поверхность без шипиков (кроме нескольких шипиков в области церариев); на боковых частях тела до 17 пар коротких отростков-филаментов. Анальное кольцо с рядом пор. Коготки без зубчика. Яйцеживородящие, то есть яиц не откладывают, они развиваются в теле самки, которая рождает маленьких личинок.
Многоядный вредитель, питается соками плодов, стеблей и листьев различных растений, среди которых: ананасы, цитрусовые, бананы, кофе, тутовое дерево, гибискус, сыть и другие (более 50 семейств растений). Продолжительность жизни самок 31-80 дней (в среднем 56), с учётом личиночных стадий — до 100 суток.
Вид был впервые описан в 1893 году американским энтомологом Теодором Коккереллем (Theodore Cockerell).

## Методы борьбы
Основными средствами для борьбы с червецами служат их естественные враги и инсектициды, в том числе против муравьёв, разводящих трофобионтов. Применяемые ранее ДДТ, гептахлор и мурекс оказались опасными для окружающей среды и были запрещены. Ранее зараженные поля должны быть перекопаны и все растительные остатки удалены, и сожжены. Иначе, оставленные в поле растительные остатки и корни трав могут поддерживать питание популяции оставшихся червецов до нового урожая.
Границы полей и садов должны быть чистыми от сорняков и мусора, которые могут поддерживать мучнистых червецов. Сорняки также обеспечивают альтернативные источники питания, которые поддерживают муравьев между периодами снижения инвазии червеца.

### Паразиты и хищники
Контроль численности червецов часто фокусируется на контроле муравьев, которые обеспечивают защиту от хищников и паразитов, и содержат их в чистоте от детрита, который может накапливаться в секретируемой пади и быть вредным для колонии. Из-за важной роли муравьев, методы управления часто включают в себя контроль симбиотических видов муравьев. Без муравьев численность популяции червецов меньше, чем с ними и они значительно медленнее вторгаются в качестве инвазионного вида в новые районы и области. Известно более 50 видов естественных врагов и паразитов ананасовых червецов. Это, например, первичные паразитоидные наездники Anagyrus ananatis, A. coccidivorus, A. pseudococci, A. schoenherri, A. yuccae, A. dactylopii, Leptomastidea abnormis, Hambletonia pseudococcina, Leptomastix dactylopii и Euryrhopalus propinquus (Encyrtidae). Среди них также хищники божьи коровки Hyperaspis silvestrii, Lobodiplosis pseudococci, Nephus bilucernarius, Sticholotis ruficeps, Scymnus unicatus и Scymnus pictus (Coleoptera: Coccinellidae), златоглазки Chrysoperla externa (Chrysopidae). От врагов червецов защищают находящиеся с ними в симбиотических отношениях муравьи: Pheidole megacephala, Iridomyrmex humilis, Solenopsis geminata, Ochetellus glaber, Monomorium floricola, Hypoponera sp., Plagiolepis alluaudi, Tapinoma melanocephalum, Tetramorium bicarinatum, Wasmannia auropunctata и другие.